# Luca Jung
Luca Jung (* 12. August 2002) ist ein ehemaliger deutscher Fernsehdarsteller.
Luca Jung spielte in der 2019 ausgestrahlten 22. Staffel der deutschen Fernsehserie Schloss Einstein in den Folgen 923 bis 948 den Sportinternatsschüler und Staffelläufer Timo Broscher, der Teil der Sportler-Gang TNT (ein Akronym für Till, Nick und Timo) ist.
Jung ist Inhaber eines Reinigungsunternehmens in Naumburg.

## Filmografie
- 2019: Schloss Einstein